# Radim (Luže)

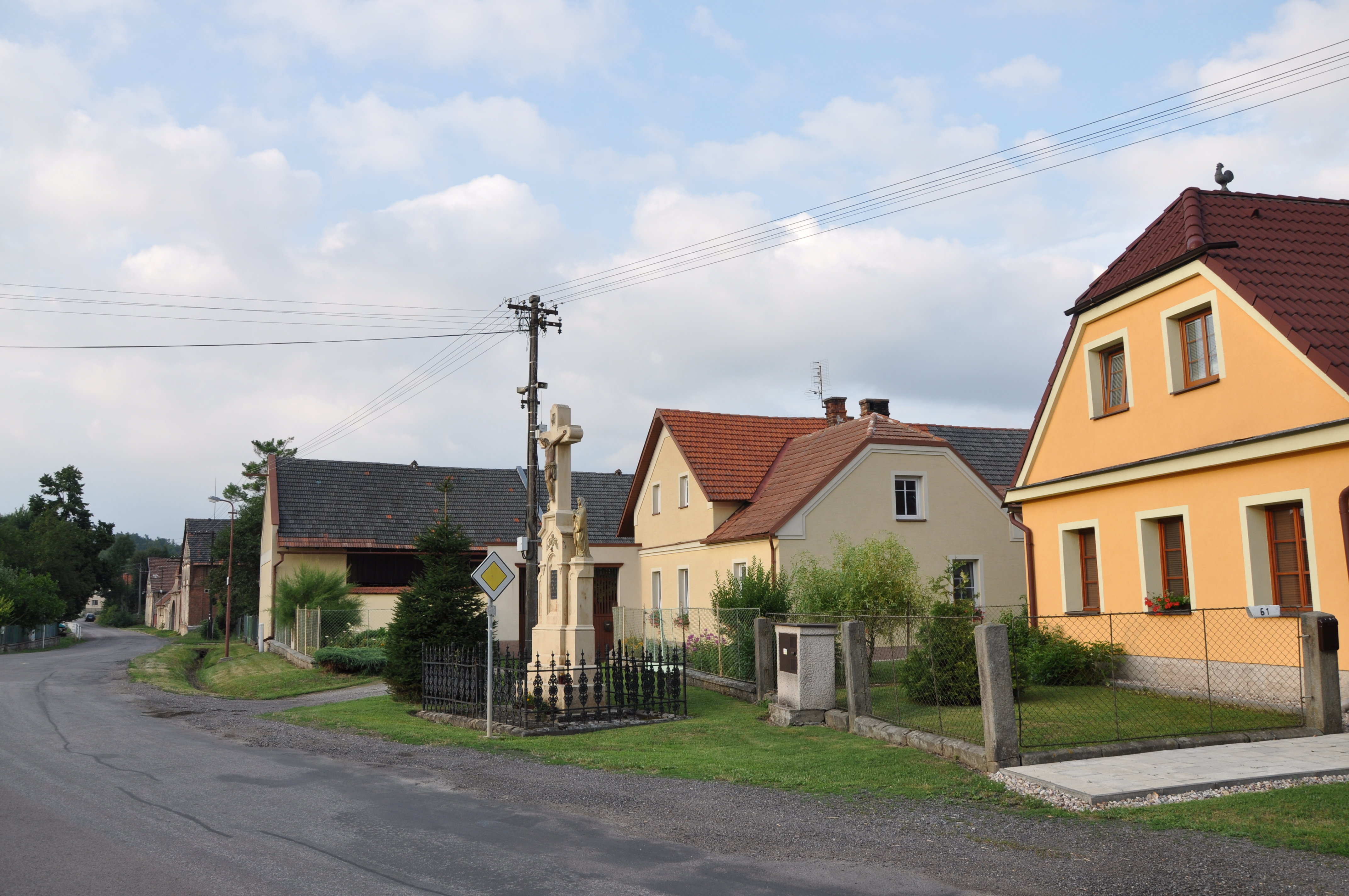
Dorfstraße

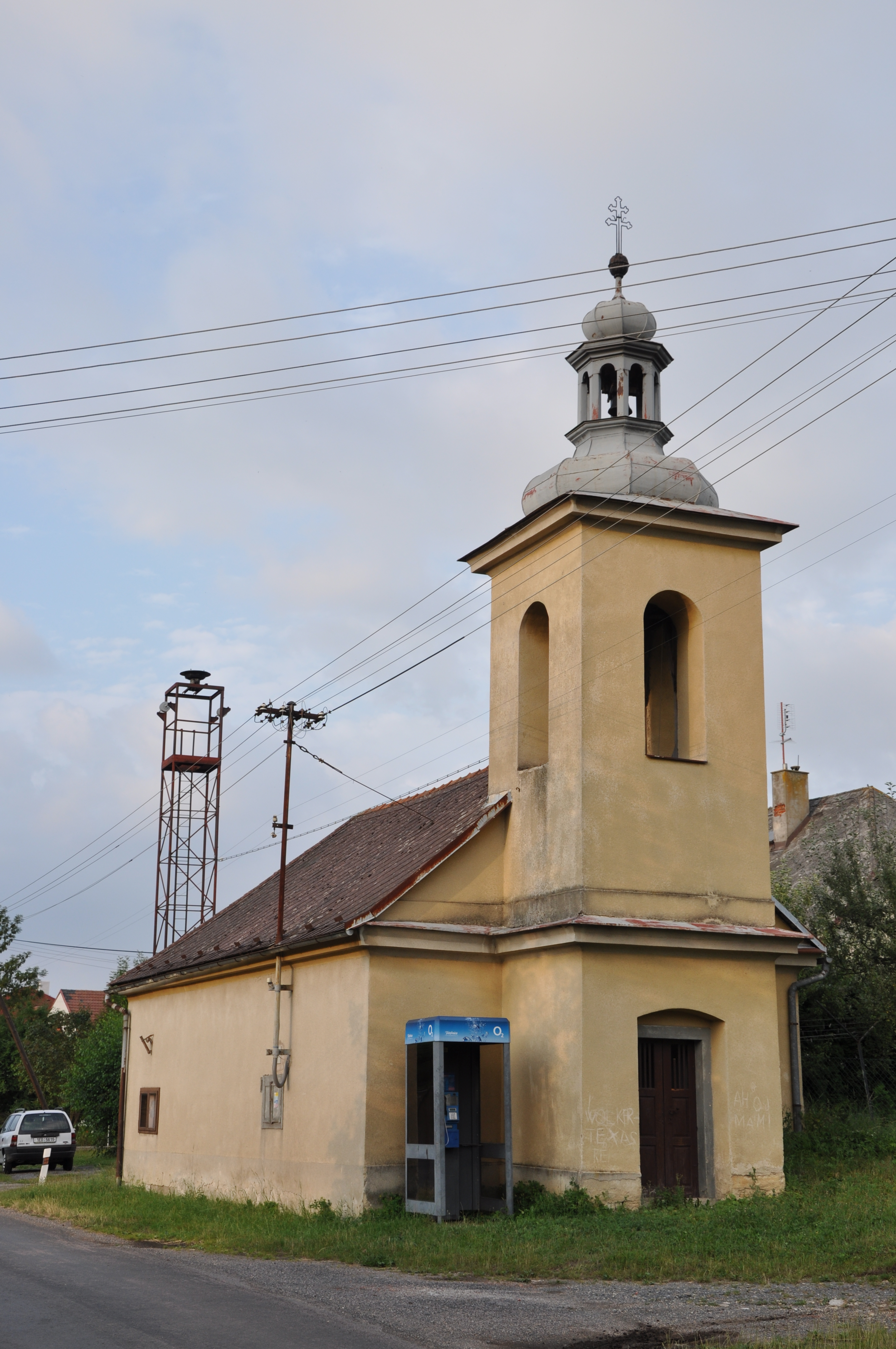
Kapelle und Spritzenhaus

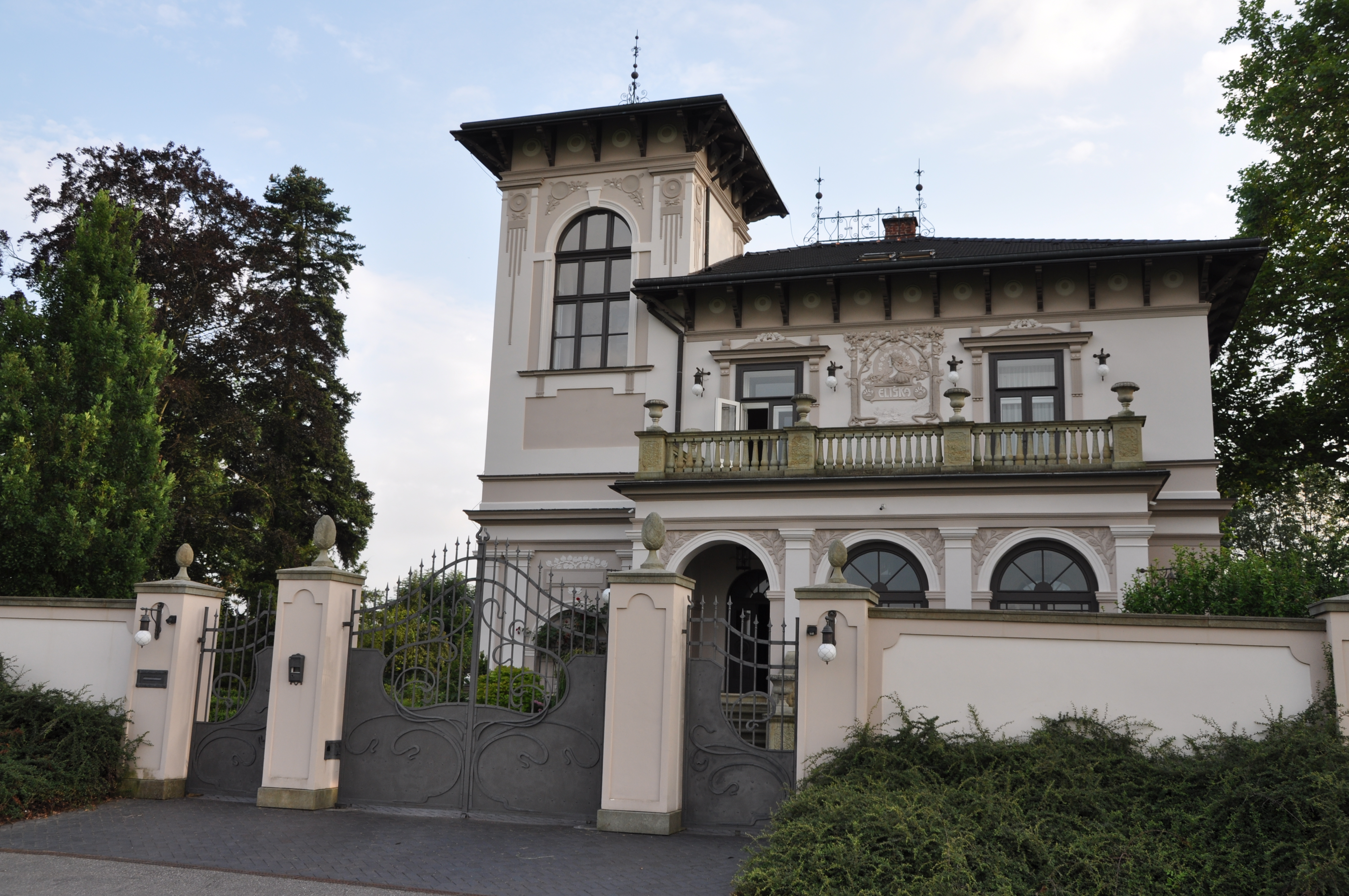
Villa Eliška

Radim ist ein Ortsteil der Stadt Luže in Tschechien. Er liegt anderthalb Kilometer nordwestlich von Luže und gehört zum Okres Chrudim.

## Geographie
Radim erstreckt sich am Unterlauf des Baches Anenský potok, der nordöstlich des Dorfes in die Novohradka mündet, in der Štěpánovská stupňovina (Stiepanower Stufenland bzw. Flözgebirge). Durch die Ortslage Horní Radim verläuft die Staatsstraße II/356 zwischen Chrast und Luže. Westlich erhebt sich der Dobrkovský kopec (338 m n.m.).
Nachbarorte sind Lozice im Norden, Štěnec und Srbce im Nordosten, Voletice im Osten, Luže im Südosten, Horní Radim und Zdislav im Süden, Bělá im Südwesten, Dobrkov im Westen sowie Synčany und Bor u Chroustovic im Nordwesten.

## Geschichte
Radim und das nördlich gelegene Nachbardorf Radimice wurden im 14. Jahrhundert wahrscheinlich durch das Kloster Podlažice gegründet. Beide Dörfer verschmolzen im Laufe der Zeit zu einem.
Die erste urkundliche Erwähnung von Radim erfolgte 1392 in der Landtafel, als Smil Flaška von Pardubitz die Richenburg mit den zugehörigen 62 Dörfern an Otto von Bergow und Boček II. von Podiebrad übergab. Später wurde das Dorf an die Herrschaft Rossitz angeschlossen.
Seit 1456 ist in Radim eine Rychta nachweislich, der auch die Dörfer Bělá, Lozice und Srbce unterstanden. In der berní rula von 1654 sind für Radim 13 Bauern und Chalupner sowie fünf wüste Bauernhöfe aufgeführt; in dem Dorf gab es einen Schmied, einen Schneider und einen Weber. 1790 standen in Radim 52 Häuser, das Dorf hatte ca. 300 Einwohner.
Im Jahre 1835 bestand das im Chrudimer Kreis gelegene Dorf Radim aus 66 Häusern, in denen 380 Personen lebten. Pfarrort war Lusche. Bis zur Mitte des 19. Jahrhunderts blieb Radim der Fideikommissherrschaft Rossitz untertänig. Das Dorf lag – zusammen mit dem Rossitzer Anteil von Biela – isoliert vom übrigen Herrschaftsgebiet und war von Ortschaften der Dominien Lusche und Chrast umgeben.
Nach der Aufhebung der Patrimonialherrschaften bildete Radim ab 1849 mit den Ortsteilen Dobrkov und Podhora eine Gemeinde im Gerichtsbezirk Chrudim. Die Kapelle wurde 1857 errichtet. Ab 1868 gehörte die Gemeinde zum politischen Bezirk Chrudim. 1869 hatte Radim 446 Einwohner und bestand aus 67 Häusern. Die Freiwillige Feuerwehr wurde 1888 gegründet. Die 1895 gegründete Ringofen-Ziegelei führte zu einem wirtschaftlichen Aufschwung des Ortes. Im Jahre 1900 lebten in Radim 449 Personen, 1921 waren es 523. Während der Konjunkturzeit in den 1920er Jahren beschäftigte die Ziegelei 80 Personen. 1930 hatte das Dorf 498 Einwohner. Ende der 1930er Jahre wurde die Molkerei- und Wirtschaftsgenossenschaft für Luže und Umgebung gegründet; sie baute 1938 die Gebäude einer ehemaligen Bäckerei am Ortsrand von Radim zu einer genossenschaftlichen Molkerei mit 55 Beschäftigte um. Nach dem Ende des Zweiten Weltkrieges verließen 18 Familien das Dorf und zogen in die Grenzgebiete. Die Ziegelei wurde nach dem Februarumsturz von 1948 enteignet, ihr Areal wurde danach von der Staatlichen Traktoren-Station Slatiňany genutzt. 1950 erfolgte die Gründung einer JZD, die den Ringofen als Lager für Kartoffeln und Getreide nutzte. 1949 wurde die Gemeinde dem Okres Vysoké Mýto zugeordnet, seit 1961 gehört sie wieder zum Okres Chrudim. 1985 wurde die inzwischen verstaatlichte Molkerei stillgelegt. Am 1. Juli 1985 erfolgte die Eingemeindung nach Luže. 
Nach der Samtenen Revolution siedelten sich auf dem Ziegeleigelände mehrere Maschinenbaufirmen, darunter der Seitenstaplerproduzent VKP Radim, an; im alten Ringofen werden Austernseidlinge gezüchtet. In der ehemaligen Molkerei befindet sich heute ein Seniorenheim. Beim Zensus von 2001 lebten in den 93 Häusern von Radim 249 Personen.

## Ortsgliederung
Zu Radim gehört die Siedlung Horní Radim.
Der Ortsteil bildet einen Katastralbezirk.

## Sehenswürdigkeiten
- Kapelle mit Spritzenhaus im Ortszentrum, erbaut 1857
- Hohes Sandsteinkreuz auf dem Dorfanger vor dem Haus Nr. 61 in Horní Radim, geschaffen 1884
- Kreuz mit Statuette der Jungfrau Maria an der Gemarkungsgrenze zwischen Horní Radim und Luže, errichtet 1893
- Jugendstilvilla Eliška (Haus Nr. 63) in Horní Radim, sie wurde 1905–1907 auf der grünen Wiese als Sommersitz für den aus Luže stammenden Lubliner Fabrikanten Wilhelm Hess (Waagenfabrik „W. Hess“) errichtet. In den Jahren 2000–2001 wurde sie saniert.
- Privates Eisenbahnmuseum von Eduard Kapitola[4]
- Hölzerner Aussichtsturm Jahůdka, zwischen Radim und Bělá, errichtet 2008[5]